# 고양군 갑
고양군 갑은 대한민국의 옛 국회의원 선거구이다. 당시 경기도 고양군의 일부 지역을 관할했다.

## 역사
제헌 국회의원 선거를 앞두고 고양군 은평면, 숭인면을 관할하는 선거구로 신설되었다.
1949년 8월, 은평면이 서울특별시 서대문구에 편입되었으며 숭인면이 서울시 성북구로 편입되었다. 이에 제2대 국회의원 선거를 앞두고 서대문구 을, 성북구 선거구로 각각 편입되면서 폐지되었다.

## 역대 국회의원
| 선거   | 정당 | 정당               | 의원   |
| ------ | ---- | ------------------ | ------ |
| 1948년 |      | 대한독립촉성국민회 | 서성달 |

## 역대 선거 결과

### 대한민국 제헌 국회의원 선거
|  | 32.03% |

|  | 23.45% |

|  | 9.83% |

|  | 9.20% |

|  | 8.12% |

|  | 8.00% |

|  | 7.35% |

|  | 1.97% |

|  | 0% |